# Три наброска к портрету Люсьена Фрейда
«Три наброска к портрету Люсьена Фрейда» (англ. Three Studies of Lucian Freud) — триптих Фрэнсиса Бэкона, написанный им в 1969 году. Известен тем, что в 2013 году был продан за рекордную для открытых аукционов сумму в 142,4 миллиона долларов. Данный рекорд держался до 11 мая 2015 года. В мае 2015 года этот рекорд был побит серией из 15 картин и рисунков Пикассо «Алжирские женщины».

## Описание
Каждая часть триптиха имеет одинаковый размер 198×147,5 см. На каждом холсте изображён в несколько разных позах сидящий на стуле художник Люсьен Фрейд. Фон картин — оранжево-коричневый, общая гамма — ярче, чем обычные работы Бэкона.

## Предыстория
Фрэнсис Бэкон и Люсьен Фрейд познакомились в 1945 году и вскоре стали близкими друзьями. Они несколько раз писали друг друга, начиная с 1951 года. В 1966 году был написан первый вариант «Три наброска к портрету Люсьена Фрейда», но его никто не видел с 1992 года. Дружба Бэкона и Фрейда окончилась в середине 1970-х годов в связи с разногласиями.

## История
Триптих был написан в 1969 году в Королевском колледже искусства, где у Бэкона была достаточно просторная мастерская, чтобы работать с тремя большими холстами одновременно. Впервые триптих был показан в Galleria d'Arte Galatea в Турине, затем в парижском Большом дворце и в Выставочном центре Дюссельдорфа в 1971—1972 годах. В середине 1970-х годов части триптиха были куплены порознь и разъехались в Рим, Париж и Японию, что очень огорчило Бэкона, но в конце 1980-х годов коллекционер из Рима по имени Франческо де Симон Никеса собрал все три части полотна у себя. Воссоединённый триптих был показан в 1999 году в американском Йельском центре британского искусства, а на родине, в Великобритании, все три части картины вместе не выставлялись до октября 2013 года.
12 ноября 2013 года «Три наброска к портрету Люсьена Фрейда» были проданы на аукционе Кристис в Нью-Йорке за 142,4 миллиона долларов (включая комиссионные). Таким образом, эта картина стала самым дорогим произведением искусства из когда-либо проданных на открытом аукционе. Весь процесс продажи лота занял шесть минут.  Стартовая цена лота составляла 85 миллионов долларов, по смелым прогнозам аналитиков триптих предполагалось продать за 95 миллионов. Покупателем оказалась американская миллиардерша, совладелица сети казино Wynn Casino Empire Элейн Уинн. В конце 2013 года она анонимно сдала триптих до конца марта 2014 года в Художественный музей Портленда (Портленд (Орегон), США). 